# Duosperma clarae
Duosperma clarae är en akantusväxtart som beskrevs av Champl.. Duosperma clarae ingår i släktet Duosperma och familjen akantusväxter. Inga underarter finns listade i Catalogue of Life.